# Kung Fu Panda: Legendele Teribilității
Kung Fu Panda: Legendele Teribilității (în engleză Kung Fu Panda: Legends of Awesomeness) este un serial american de animație pe computer de acțiune-comedie bazat pe filmele Kung Fu Panda de DreamWorks Animation. Serialul servește ca o punte între primul film și al doilea film, arâtând antrenamentul lui Po de a deveni cu succes Războinicul Dragon, unde în al doilea film este, potrivit dezvoltatorului Peter Hastings, "nu spre deosebire de o ediție foarte lungă, super de lux al unui episod de-al nostru."
Serialul a fost programat inițial să aibă premiera pe Nickelodeon în 2010, dar în schimb a fost amânat pentru 2011. Serialul a avut avanpremiera pe 19 septembrie 2011 și a început difuzarea regulată pe 7 noiembrie în același an. Trei sezoane au fost produse. Difuzarea în Statele Unite s-a oprit după o parte în sezonul 3, cu restul sezonului fiind terminat internațional înainte de Statele Unite cum ar fi pe Nicktoons în Germania între 2014–2015 și apoi pe YTV în Canada între 2015–2016. În 2016, Nicktoons a început să difuzeze reclame anunțând difuzarea de episoade noi; mai târziu s-a dezvăluit că cinci din cele zece episoade nedifuzate o să fie difuzate între 15 și 19 februarie. Ca rezultat, ultimul episod a fost difuzat pe 29 iunie 2016.
În afară de Lucy Liu și James Hong, care și-au reluat rolurile lor din filme ca Vipera și domnul Ping, distribuția este formată din actori de dublaj noi pentru personaje ca Po (Mick Wingert), Maestrul Shifu (Fred Tatasciore), Tigroaica (Kari Wahlgren), Cocorul (Amir Talai), Maimuță (James Sie) și Călugăriță (Max Koch).
Netflix a comandat un serial succesor intitulat Kung Fu Panda: Cavalerul Dragon în 2022, cu Peter Hastings, dezvoltatorul serialului Legendele Teribilității, întorcându-se ca producător executiv. Spre deosebire de Legendele Teribilității însă, Jack Black s-a întors în rolul lui Po. Premiera a avut loc pe 14 iulie 2022.

## Premisa
Po și Cei Cinci Furioși apără Valea Păcii de tot felul de răufăcători. În tot acest timp, Po face greșeli, învață lecții, descoperă mai multe despre istoria Kung Fu și se întâlnește cu alți celebri maeștri Kung Fu.

## Distribuție
- Mick Wingert – Po[3]
- Fred Tatasciore – Shifu[3]
- Kari Wahlgren – Tigroaica[3]
- Lucy Liu – Vipera[3]
- Amir Talai – Cocorul[3]
- James Sie – Maimuță[3]
- Max Koch – Călugăriță[3]
- James Hong – Domnul Ping[3]

## Episoade
| Premiera originală | #  | Titlu român                            | Titlu original                  |
| ------------------ | -- | -------------------------------------- | ------------------------------- |
|                    |    |                                        |                                 |
| SEZONUL 1          |    |                                        |                                 |
|                    |    |                                        |                                 |
| 19.09.2011         | 01 | Înțepătura scorpionului                | Scorpion's Sting                |
|                    |    |                                        |                                 |
| 21.10.2011         | 02 | Prințesa și Po                         | The Princess and the Po         |
|                    |    |                                        |                                 |
| 07.11.2011         | 03 | O situație cu lipici                   | Sticky Situation                |
|                    |    |                                        |                                 |
| 08.11.2011         | 04 | Reacție în lanț                        | Chain Reaction                  |
|                    |    |                                        |                                 |
| 09.11.2011         | 05 | Uitarea degetelor fluturânde           | Fluttering Finger Mindslip      |
|                    |    |                                        |                                 |
| 10.11.2011         | 06 | Crocodil bun, crocodil rău             | Good Croc, Bad Croc             |
|                    |    |                                        |                                 |
| 11.11.2011         | 07 | Eroii orașului natal                   | Hometown Heroes                 |
|                    |    |                                        |                                 |
| 18.11.2011         | 08 | Pușcăriașul Po                         | Jailhouse Po                    |
|                    |    |                                        |                                 |
| 26.11.2011         | 09 | Întoarcerea bufniței                   | Owl Be Back                     |
|                    |    |                                        |                                 |
| 26.11.2011         | 10 | Po cel rău                             | Bad Po                          |
|                    |    |                                        |                                 |
| 27.11.2011         | 11 | Imagine pentru ochii triști            | Sight for Sore Eyes             |
|                    |    |                                        |                                 |
| 27.11.2011         | 12 | Răzbunarea rinocerului                 | Rhino's Revenge                 |
|                    |    |                                        |                                 |
| 28.11.2011         | 13 | Maestrul Ping                          | Master Ping                     |
|                    |    |                                        |                                 |
| 29.11.2011         | 14 | Fantoma lui Oogway                     | Ghost of Oogway                 |
|                    |    |                                        |                                 |
| 30.11.2011         | 15 | Puștiul Kung Fu                        | Kung Fu Kid                     |
|                    |    |                                        |                                 |
| 01.12.2011         | 16 | Doamnele din umbră                     | Ladies of the Shade             |
|                    |    |                                        |                                 |
| 02.12.2011         | 17 | Fratele cel mare Po                    | Big Bro Po                      |
|                    |    |                                        |                                 |
| 09.12.2011         | 18 | Po râmâne fără bani                    | Po Fans Out                     |
|                    |    |                                        |                                 |
| 16.12.2011         | 19 | Ziua provocării                        | Challenge Day                   |
|                    |    |                                        |                                 |
| 30.12.2011         | 20 | Yao preferatul meu                     | My Favorite Yao                 |
|                    |    |                                        |                                 |
| 16.01.2012         | 21 | Ce e vechi e bun                       | In With the Old                 |
|                    |    |                                        |                                 |
| 31.03.2012         | 22 | A fost un erou                         | Has-Been Hero                   |
|                    |    |                                        |                                 |
| 02.04.2012         | 23 | Dragoste înțepătoare                   | Love Stings                     |
|                    |    |                                        |                                 |
| 03.04.2012         | 24 | Sala penibilului                       | Hall of Lame                    |
|                    |    |                                        |                                 |
| 04.04.2012         | 25 | Patricid                               | Father of the Crime             |
|                    |    |                                        |                                 |
| 05.04.2012         | 26 | Maimuța e de vină                      | Monkey in the Middle            |
|                    |    |                                        |                                 |
| SEZONUL 2          |    |                                        |                                 |
|                    |    |                                        |                                 |
| 06.04.2012         | 27 | Grădinița Kung-Fu                      | Kung Fu Day Care                |
|                    |    |                                        |                                 |
| 26.09.2012         | 28 | Durere regală                          | Royal Pain                      |
|                    |    |                                        |                                 |
| 13.10.2012         | 29 | Cel mai rău Po                         | The Most Dangerous Po           |
|                    |    |                                        |                                 |
| 27.10.2012         | 30 | Atotștiutorul despre fantome           | The Po Who Cried Ghost          |
|                    |    |                                        |                                 |
| 03.11.2012         | 31 | Pantofii Kung Fu                       | Kung Shoes                      |
|                    |    |                                        |                                 |
| 10.11.2012         | 32 | Prieteni sau dușmani                   | Bosom Enemies                   |
|                    |    |                                        |                                 |
| 12.11.2012         | 33 | Sosirea dragonului                     | Enter the Dragon                |
| 12.11.2012         | 34 | Sosirea dragonului                     | Enter the Dragon                |
|                    |    |                                        |                                 |
| 24.11.2012         | 35 | Maestrul și Panda                      | Master and the Panda            |
|                    |    |                                        |                                 |
| 08.12.2012         | 36 | Timpul trecut                          | Past Tense                      |
|                    |    |                                        |                                 |
| 14.01.2013         | 37 | Întoarcerea lui Shifu                  | Shifu's Back                    |
|                    |    |                                        |                                 |
| 15.01.2013         | 38 | Terror Cotta                           | Terror Cota                     |
|                    |    |                                        |                                 |
| 16.01.2013         | 39 | Sfermele de spirit ale maestrului Ding | The Spirit Orbs of Master Ding  |
|                    |    |                                        |                                 |
| 17.01.2013         | 40 | Călugărița Malteza                     | The Maltese Mantis              |
|                    |    |                                        |                                 |
| 18.01.2013         | 41 | Doar pe de Bază invitație              | Invitation Only                 |
|                    |    |                                        |                                 |
| 20.01.2013         | 42 | Străinul de la miezul nopții           | The Midnight Stranger           |
|                    |    |                                        |                                 |
| 22.01.2013         | 43 | Împușcați mesagerul                    | Shoot the Messenger             |
|                    |    |                                        |                                 |
| 23.01.2013         | 44 | povestea Tigroaicei                    | A Tigress Tale                  |
|                    |    |                                        |                                 |
| 24.01.2013         | 45 | Un cocor pe sărmă                      | Crane on a Wire                 |
|                    |    |                                        |                                 |
| 25.01.2013         | 46 | Muzeul secret de Kung Fu               | The Secret Museum of Kung Fu    |
|                    |    |                                        |                                 |
| 14.02.2013         | 47 | Mireasa lui Po                         | Bride of Po                     |
|                    |    |                                        |                                 |
| 17.06.2013         | 48 | Cinci sunt de ajuns                    | Five is Enough                  |
|                    |    |                                        |                                 |
| 18.06.2013         | 49 | Mama mi-a să nu fac Kung Fu            | Mama Told Me Not to Kung Fu     |
|                    |    |                                        |                                 |
| 19.06.2013         | 50 | Admiratorul secret                     | Secret Admirer                  |
|                    |    |                                        |                                 |
| 20.06.2013         | 51 | E Timpul lui Qilin                     | Qilin Time                      |
|                    |    |                                        |                                 |
| 21.06.2013         | 52 | Uriașul                                | Huge                            |
|                    |    |                                        |                                 |
| SEZONUL 3          |    |                                        |                                 |
|                    |    |                                        |                                 |
|                    |    |                                        |                                 |
| 24.06.2013         | 53 | Fosta iubită a lui Shifu               | Shifu's Ex                      |
|                    |    |                                        |                                 |
| 25.06.2013         | 54 | Războiul Tăiețeilor                    | War of the Noodles              |
|                    |    |                                        |                                 |
| 26.06.2013         | 55 | Despărțirea                            | The Break Up                    |
|                    |    |                                        |                                 |
| 27.06.2013         | 56 | Transfer de gănduri                    | Mind Over Manners               |
|                    |    |                                        |                                 |
| 28.06.2013         | 57 | Omie douăzeci de întrebări             | A Thousand and Twenty Questions |
|                    |    |                                        |                                 |
| 01.07.2013         | 58 | Calea crevetelui                       | The Way of the Prawn            |
|                    |    |                                        |                                 |
| 02.07.2013         | 59 | Gura                                   | Mouth Off                       |
|                    |    |                                        |                                 |
| 03.07.2013         | 60 | Inima de șarpe                         | Serpent's Tooth                 |
|                    |    |                                        |                                 |
| 11.01.2014         | 61 | Nașul găscan                           | The Goosefather                 |
|                    |    |                                        |                                 |
| 26.01.2014         | 62 | Pungașii                               | Po Picks a Pocket               |
|                    |    |                                        |                                 |
| 02.02.2014         | 63 | Crocadilii Kung Fu                     | Croc You Like a Hurricane       |
|                    |    |                                        |                                 |
| 09.02.2014         | 64 | O Iubire pe Ling                       | Crazy Little Ling Called Love   |
|                    |    |                                        |                                 |
| 16.02.2014         | 65 | Clubul Kung Fu                         | Kung Fu Club                    |
|                    |    |                                        |                                 |
| 23.02.2014         | 66 | Jocurile foamei                        | The Hunger Game                 |
|                    |    |                                        |                                 |
| 02.03.2014         | 67 | Prins în timp                          | A Stitch in Time                |
|                    |    |                                        |                                 |
| 08.06.2014         | 68 | Acordul etern                          | Eternal Chord                   |
|                    |    |                                        |                                 |
| 15.02.2014         | 69 | Apocalipsa Yao                         | Apocalypse Yao                  |
|                    |    |                                        |                                 |
| 22.02.2014         | 70 | Adevăratul Războinic Dragon            | The Real Dragon Warrior         |
|                    |    |                                        |                                 |
| 15.02.2016         | 71 | Tănăr și revoltat                      | Youth in Re-Volt                |
|                    |    |                                        |                                 |
| 16.02.2016         | 72 | Abondonațiu și furioși                 | Forsaken and Furious            |
|                    |    |                                        |                                 |
| 17.02.2016         | 73 | Crocadilul Po                          | Po the Croc                     |
|                    |    |                                        |                                 |
| 18.02.2016         | 74 | Cu cortul                              | Camp Ping                       |
|                    |    |                                        |                                 |
| 19.02.2016         | 75 | Găscanul mesager                       | Goose Chase                     |
|                    |    |                                        |                                 |
| 08.06.2016         | 76 | Primii cinci                           | The First Five                  |
|                    |    |                                        |                                 |
| 15.06.2016         | 77 | Gărgărițele malefice                   | See No Weevil                   |
|                    |    |                                        |                                 |
| 22.06.2016         | 78 | Frica                                  | Face Full of Fear               |
|                    |    |                                        |                                 |
| 29.06.2016         | 79 | Împăratul                              | Emperors Rule                   |
| 29.06.2016         | 80 | Împăratul                              | Emperors Rule                   |